# Alicia en el país de las maravillas (película de 1931)
Alicia en el país de las maravillas (Título original Alice in Wonderland) es una película estadounidense, filmada en blanco y negro, que adaptó la obra literaria infantil Las aventuras de Alicia en el país de las maravillas de Lewis Carroll. Es la tercera película de Alicia en el País de las Maravillas, siendo la primera adaptación sonora (existen dos versiones anteriores mudas) y, por lo tanto, la primera que pudo usar los diálogos originales de Lewis Carroll. La película se estrenó el 30 de septiembre de 1931 en el Warner Theatre de Nueva York. Ruth Gilbert fue Alicia y Leslie King el sombrerero.

## Sinopsis
Alicia entra en el país de las Maravillas siguiendo al Conejo Blanco, donde conoce a la malhumorada Cocinera (Lilian Ardell) y a la Duquesa (Mabel Wright). Asiste a la merienda de locos con el sombrerero (Leslie King). la Liebre de Marzo (Meyer berensen) y el Lirón (Raymond Schultz), mientras el sonriente Gato de Cheshire (Tom Corless) observa los acontecimientos.
La Oruga azul (Jimmy Rosen) se enfada con ella y la Reina de Corazones (Vie Quinn) quiere cortarle la cabeza. Acompañada de la Duquesa Alicia conoce a la Falsa Tortuga (Gus Alexander) y al Grifo (Charles Silvern) y, tras un surrealista juicio Alicia acaba finalmente aburrida y harta de toda esa extraña gente y tan raros acontecimientos.

## Desarrollo
La película fue realizada en 1931 por los estudios Metropolitan de Fort Lee, Nueva Jersey, posiblemente con un reparto de actores aficionados, anticipándose al centenario del nacimiento de Lewis Carroll en 1932 que causó una auténtica fiebre sobre Alicia en ambos lados del océano Atlántico. Fue una producción de bajo presupuesto y el esfuerzo de los actores por imitar el acento británico es evidente.
En Estados Unidos un ingente número de adaptaciones de Las aventuras de Alicia en el país de las maravillas, ya sea en forma de obras de teatro, películas, canciones o espectáculos de marionetas, al principio de los años 30 intentaron sacar un beneficio económico de esta fiebre sobre Alicia. Ejemplos de ello son un corto de Betty Boop llamado Betty in Blunderland, una adaptación en Broadway de Eva Le Gallienne que mezclaba Las aventuras de Alicia en el país de las maravillas  con A través del espejo y lo que Alicia encontró allí, que fue uno de los grandes éxitos del año. Irving Berlin compuso una canción sobre Alicia y Paramount ya estaba preparando Alicia en el país de las Maravillas, la gran superproducción de 1933 que contaría con actores como Cary Grant, W.C. Fields o Gary Cooper y la desconocida Charlotte Henry como Alicia.
En 1932 Alice Liddell, la niña que inspiró a Lewis carroll para la Alicia de las novelas originales, que ya contaba cerca de ochenta años y apenas dos años antes de su muerte, visitó Estados Unidos para formar parte de las celebraciones del centenario de Carroll.
Dado el interés en todo lo relacionado con Alicia, la película se estrenó en el prestigioso Warner Theatre de Nueva York. No fue ningún éxito económico y recibió poca atención de la crítica. Hoy en día su visionado es bastante complicado y durante un tiempo se dudó de su existencia. Nunca ha sido emitida en televisión.